# Tiefseegarnelen
Die Tiefseegarnelen (Pandalidae) sind eine Garnelenfamilie aus der Ordnung der Zehnfußkrebse (Decapoda). Ihnen fehlt meist die Schere am ersten Beinpaar oder ist bei nur einigen Arten stark verkümmert vorhanden. Viele Arten tragen Leuchtorgane.
Die Tiefseegarnelen haben eine große wirtschaftliche Bedeutung. Die Eismeergarnele (Pandalus borealis), Pandulus danae und Pandulus platyceros werden im Nordatlantik gefangen, Plesionika edwardsi im Mittelmeer.

## Systematik
Die Familie der Tiefseegarnelen umfasst die folgenden Gattungen:
- Anachlorocurtis Hayashi, 1975
- Atlantopandalus Komai, 1999
- Austropandalus Holthuis, 1952
- Bitias Fransen, 1990
- Calipandalus Komai & Chan, 2003
- Chelonika Fransen, 1997
- Chlorocurtis Kemp, 1925
- Chlorotocella Balss, 1914
- Chlorotocus A. Milne-Edwards, 1882
- Dichelopandalus Caullery, 1896
- Dorodotes Bate, 1888
- Heterocarpus A. Milne-Edwards, 1881b
- Miropandalus Bruce, 1983
- Notopandalus Yaldwyn, 1960
- Pandalina Calman, 1899
- Pandalopsis Bate, 1888
- Pandalus Leach, 1814
- Pantomus A. Milne-Edwards, 1883
- Peripandalus De Man, 1917
- Plesionika Bate, 1888
- Procletes Bate, 1888
- Pseudopandalus Crosnier, 1997
- Stylopandalus Coutière, 1905